# Штиге
Штиге (нем. Stiege) — посёлок в Германии, в земле Саксония-Анхальт, входит в район Гарц в составе городского округа Оберхарц-ам-Броккен.
Население составляет 1094 человека (на 31 декабря 2008 года). Занимает площадь 31,74 км².

## История
Первое упоминание о поселении относится к 1329 году.
1 января 2010 года, после проведённых реформ, Штиге вошёл в состав нового городского округа Оберхарц-ам-Броккен в качестве района.

## Галерея
- Штиге на карте городского округа
- Замок, церковь и пруд в Штиге
- Экскурсионный паровоз
- Ж/д станция в Штиге